# فرد آپوستولی
فرد آپوستولی (انگلیسی: Fred Apostoli; ۲ فوریهٔ ۱۹۱۳ – ۲۹ نوامبر ۱۹۷۳) بوکسور اهل ایالات متحده آمریکا بود.
وی همچنین برندهٔ جوایزی همچون نشان ستاره برنزی شده‌است.